# Српски фудбалски клубови у европским такмичењима 2012/13.
Српски фудбалски клубови у европским такмичењима 2012/13. имали су четири представника и то:
- Партизан у квалификацијама за Лигу шампиона од другог кола као првак из претходне сезоне;
- Црвена звезда у квалификацијама за Лигу Европе од другог кола као другопласирани тим лиге;
- Војводина у квалификацијама за Лигу Европе од другог кола као трећепласирани тим лиге.
- Јагодина у квалификацијама за Лигу Европе од првог кола као четвртопласирани тим лиге;

## Партизан у УЕФА Лиги шампиона

### Друго коло квалификација
| Валета     | 1 : 4 Извештај | Партизан                                           |
| ---------- | -------------- | -------------------------------------------------- |
| Мифсуд 65’ |                | Томић 6’ · Иванов 33’ · Шћеповић 42’ · Остојић 71’ |

| Партизан                      | 3 : 1 Извештај | Валета     |
| ----------------------------- | -------------- | ---------- |
| Томић 10’, 67’ · Митровић 73’ |                | Мифсуд 60’ |

Партизан се укупним резултатом 7:2 пласирао у треће коло квалификација за Лигу шампиона.

### Треће коло квалификација
| АЕЛ Лимасол | 1 : 0 Извештај | Партизан |
| ----------- | -------------- | -------- |
| Вухо 13’    |                |          |

| Партизан | 0 : 1 Извештај | АЕЛ Лимасол     |
| -------- | -------------- | --------------- |
|          |                | Доса Жуниор 23’ |

АЕЛ Лимасол се укупним резултатом 2:0 пласирао у плеј-оф Лиге шампиона, док ће Партизан такмичење наставити у плеј-офу Лиге Европе.

## Партизан у УЕФА Лиги Европе

### Плеј оф
| Тромсе                               | 3 : 2 Извештај | Партизан                       |
| ------------------------------------ | -------------- | ------------------------------ |
| Пријовић 37’ · Бјерк 77’ · Мбођи 82’ |                | С. Марковић 43’ · Митровић 84’ |

| Партизан   | 1 : 0 Извештај | Тромсе |
| ---------- | -------------- | ------ |
| Иванов 75’ |                |        |

Партизан се укупним резултатом 3:3 на основу правила о броју постигнутих голова на гостујућем терену пласирао у групну фазу Лиге Европе.

### Група Х
Партизан је на жребу 31. августа 2012. из трећег шешира сврстан у групу Х.
| Табела групе Х  | ИГ | Д | Н | И | ГД | ГП | ГР | Бод. |
| --------------- | -- | - | - | - | -- | -- | -- | ---- |
| 1. Рубин Казањ  | 6  | 4 | 2 | 0 | 10 | 3  | +7 | 14   |
| 2. Интер Милано | 6  | 3 | 2 | 1 | 11 | 9  | +2 | 11   |
| 3. Партизан     | 6  | 0 | 3 | 3 | 3  | 8  | -5 | 3    |
| 4. Нефчи Баку   | 6  | 0 | 3 | 3 | 4  | 8  | -4 | 3    |

| Партизан | 0 : 0 Извештај | Нефчи Баку |
| -------- | -------------- | ---------- |
|          |                |            |

| Рубин Казањ                   | 2 : 0 Извештај | Партизан |
| ----------------------------- | -------------- | -------- |
| Карадениз 45’ · Рјанзачев 48’ |                |          |

| Интер       | 1 : 0 Извештај | Партизан |
| ----------- | -------------- | -------- |
| Паласио 88’ |                |          |

| Партизан    | 1 : 3 Извештај | Интер                         |
| ----------- | -------------- | ----------------------------- |
| Томић 90+1’ |                | Паласио 51’, 75’ · Гуарин 87’ |

| Нефтчи Баку | 1 : 1 Извештај | Партизан     |
| ----------- | -------------- | ------------ |
| Флавињо 10’ |                | Митровић 67’ |

| Партизан        | 1 : 1 Извештај | Рубин Казањ |
| --------------- | -------------- | ----------- |
| С. Марковић 53’ |                | Рондон 59’  |

## Црвена звезда у УЕФА Лиги Европе

### Друго коло квалификација
| Нафтан Новополоцк                        | 3 : 4 Извештај | Црвена звезда                         |
| ---------------------------------------- | -------------- | ------------------------------------- |
| Гаврујшко 47’ (пен.), 67’ · Жуковски 76’ |                | Касалица 9’, 69’ · Милуновић 18’, 34’ |

| Црвена звезда                                  | 3 : 3 Извештај | Нафтан Новополоцк                        |
| ---------------------------------------------- | -------------- | ---------------------------------------- |
| Касалица 9’ · Димитријевић 15’ · Вешовић 90+1’ |                | Сорокин 21’ · Наумов 58’ · Коваленко 58’ |

Црвена звезда се укупним резултатом 7:6 пласирала у треће коло квалификација за Лигу Европе.

### Треће коло квалификација
| Црвена звезда | 0 : 0 Извештај | Омонија |
| ------------- | -------------- | ------- |
|               |                |         |

| Омонија | 0 : 0 Извештај | Црвена звезда |
| ------- | -------------- | ------------- |
|         |                |               |

Укупни резултат двомеча био је 0:0. Црвена звезда се након бољег извођења једанаестераца (6:5) пласирала у плеј оф рунду квалификација за Лигу Европе.

### Плеј-оф
| Црвена звезда | 0 : 0 Извештај | Бордо |
| ------------- | -------------- | ----- |
|               |                |       |

| Бордо                               | 3 : 2 Извештај | Црвена звезда              |
| ----------------------------------- | -------------- | -------------------------- |
| Гуфран 53’, 90+3’ (пен.) · Жуси 71’ |                | Младеновић 45’ · Микић 90’ |

Бордо се укупним резултатом 3:2 пласирао у групну фазу Лиге Европе.

## Војводина у УЕФА Лиги Европе

### Друго коло квалификација
| Војводина    | 1 : 1 Извештај | Судува Маријамполе |
| ------------ | -------------- | ------------------ |
| Оумару 90+3’ |                | Бениушис 19’       |

| Судува Маријамполе | 0 : 4 Извештај | Војводина                                               |
| ------------------ | -------------- | ------------------------------------------------------- |
|                    |                | Мореира 4’ · Шкулетић 37’ · Стевановић 40’ · Оумару 48’ |

Војводина се укупним резултатом 5:1 пласирала у треће коло квалификација за Лигу Европе.

### Треће коло квалификација
| Војводина                  | 2 : 1 Извештај | Рапид Беч  |
| -------------------------- | -------------- | ---------- |
| Оумару 75’ · Бојовић 90+4’ |                | Алар 90+6’ |

| Рапид Беч                      | 2 : 0 Извештај | Војводина |
| ------------------------------ | -------------- | --------- |
| Алар 90+1’ (пен.) · Бојд 90+8’ |                |           |

Рапид се укупним резултатом 3:2 пласираао у плеј-оф Лиге Европе.

## Јагодина у УЕФА Лиги Европе

### Прво коло квалификација
| Јагодина | 0 : 1 Извештај | Ордабаси   |
| -------- | -------------- | ---------- |
|          |                | Мансур 85’ |

| Ордабаси | 0 : 0 Извештај | Јагодина |
| -------- | -------------- | -------- |
|          |                |          |

Ордабаси се укупним резултатом 1:0 пласирао у друго коло квалификација за Лигу Европе.

## Биланс успешности
|   | Екипа         | Такмичење     | Ута. | Поб. | Нер. | Пор. | ГД | ГП | Домет                    |
| - | ------------- | ------------- | ---- | ---- | ---- | ---- | -- | -- | ------------------------ |
| 1 | Партизан      | Лига шампиона | 4    | 2    | 0    | 2    | 7  | 4  | треће коло квалификација |
|   | Партизан      | Лига Европе   | 8    | 1    | 3    | 4    | 6  | 11 | Група Х                  |
| 2 | Црвена звезда | Лига Европе   | 6    | 1    | 4    | 1    | 9  | 9  | плеј оф квалификације    |
| 3 | Војводина     | Лига Европе   | 4    | 2    | 1    | 1    | 7  | 4  | треће коло квалификација |
| 4 | Јагодина      | Лига Европе   | 2    | 0    | 1    | 1    | 0  | 1  | прво коло квалификација  |